# Gimo (Svezia)
Gimo è un'area urbana della Svezia situata nel comune di Östhammar, contea di Uppsala.
La popolazione risultante dal censimento 2010 era di 2 688 abitanti.